# All Day (Cody Simpson)
All Day è un singolo del cantante australiano Cody Simpson, pubblicato il 17 marzo 2011 dall'etichetta discografica Atlantic. Il brano è stato inserito nell'EP d'esordio dell'artista, 4 U.
Nel videoclip, registrato nel gennaio 2011 e diffuso il 23 aprile successivo, appaiono Jessica Jarrell, Aaron Fresh, Jacque Rae e Madison Pettis.

## Tracce
Download digitale
1. All Day – 3:07 (Cody Simpson, Krys Ivory, Edwin "Lil' Eddie" Serrano)

## Classifiche
| Classifica (2011)  | Posizione raggiunta |
| ------------------ | ------------------- |
| Ultratop 50 Belgio | 19                  |